# محطة قطار مداوروش
محطة مداوروش هي محطة قطار جزائرية تقع في إقليم بلدية مداوروش بولاية سوق أهراس.
تقع المحطة في وسط مدينة مداوروش، على الخط الممتد من عنابة إلى جبل العنق. تسبقها محطة الدريعة وتتبعها محطة وادي داموس.

## التاريخ
في 2025، أطلقت الوكالة الوطنية للدراسات ومتابعة إنجاز الاستثمارات في السكك الحديدية برنامجا لإعادة تأهيل وعصرنة المحطة.

## الخدمات
تخدم محطة مداوروش القطارات الإقليمية على خط عنابة – تبسة.

## روابط خارجية
- الموقع الرسمي للشركة الوطنية للنقل بالسكك الحديدية